# Жълти дял
Жълти дял (до 1942 г. Саръяйла) е най-големият по площ и най-западният планински рид в Източните Родопи, на територията на области Кърджали и Смолян.
Ридът се простира от югозапад на североизток на около 50 км, а ширината му е 20 – 25 км. На северозапад и север достига до долината на река Арда, която го отделя от страничните ридове (Кайнадински, Каракулас и др.), отделящи се от Переликско-Преспанския дял на Западните Родопи. На изток и юг широката долина на река Върбица го отделя от Стръмни рид и Гюмюрджински снежник (ридове в Източните Родопи). На югозапад чрез седловината на Беломорския проход (1010 м) се свързва с Ардински дял на Западните Родопи, а на юг чрез седловината Три камъка (550 м) – с Гюмюрджински снежник. На североизток билото на рида значително намалява и склоновете му достигат до южните квартали на град Кърджали.
Изграден е от кристалинни скали – гнайси, шисти, амфиболити и по-малко риолити, а по източните му склонове са основно варовици и пясъчници. Билото му е тясно, простиращо се от югозапад на североизток. Най-високият му връх Добри връх (1437 м) се намира на границата с Гърция. Почти в центъра на рида се издига връх Аладаг (1240,5 м), от него на югоизток се отделя друго мощно било известно под името Устренски рид. Склоновете му са стръмни, силно опороени и набраздени от многобройни долини и долове. Големи находища на оловно-цинкови руди. Северозападните му склонове са по къси и по-стръмни и се отводняват чрез къси десни притоци на Арда, а югоизточните са по-дълги и по-полегати и се отводняват от левите притоци на река Върбица. От рида водят началото си реките Върбица и левите ѝ притоци Неделинска река (Узундере), Джебелска река (Дерменчай) и др. и река Кьошдере (десен приток на Арда). Почвената покривка е слаба и силно ерозирана. Растителността е бедна, представена главно от отделни петна от широколистни гори и храсти.
Във вътрешността на рида и по неговите склонове и подножия са разположени 6 града – Ардино, Джебел, Златоград, Мадан, Неделино и Рудозем и десетки малки села в Кърджалийска и Смолянска област.
През Жълти дял и по неговите подножия преминават три пътя от Държавната пътна мрежа:
- В източната му част, на протежение от 40,3 км – целият участък от третокласен път № 508 Балабаново – Джебел – Фотиново;
- През северната му част, от запад на изток, на протежение от 51 км – целият участък от третокласен път № 865 Средногорци – Ардино – Кърджали;
- През югозападната му част и по южното му подножие, между селата Средногорци и Фотиново, на протежение от 57 км – участък от третокласен път № 867 Средногорци – Златоград – Подкова.[1]

В рида са изградени и функционират две хижи: „Бели брези“ (източно от град Ардино) и „Млечино“ (в близост до село Млечино).

## Топографска карта
- Лист от карта K-35-86. Мащаб: 1 : 100 000.
- Лист от карта K-35-87. Мащаб: 1 : 100 000.